# Strażnica WOP Ustka
Strażnica w Ustce:
1. podstawowy pododdział graniczny Wojsk Ochrony Pogranicza pełniący służbę ochronną na granicy morskiej.
2. graniczna jednostka organizacyjna polskiej straży granicznej realizująca zadania bezpośrednio w ochronie granicy państwowej.

## Formowanie i zmiany organizacyjne
Strażnica została sformowana w 1945 roku w strukturze 18 komendy odcinka Słupsk jako 87 strażnica WOP (Mudel) o stanie 56 żołnierzy. Kierownictwo strażnicy stanowili: komendant strażnicy, zastępca komendanta do spraw polityczno-wychowawczych i zastępca do spraw zwiadu. Strażnica składała się z dwóch drużyn strzeleckich, drużyny fizylierów, drużyny łączności i gospodarczej. Etat przewidywał także instruktora do tresury psów służbowych oraz instruktora sanitarnego. Sformowane strażnice morskiego oddziału OP nie przystąpiły bezpośrednio do objęcia ochrony granicy morskiej. Odcinek dawnej granicy polsko-niemieckiej sprzed 1939 roku od Piaśnicy, aż do lewego styku z 4 Oddziałem OP ochraniany był przez radziecką straż graniczną wydzieloną ze składu wojsk marszałka Rokossowskiego. Pozostały odcinek granicy od rzeki Piaśnica, aż po granicę z ZSRR zabezpieczała Morska Milicja Obywatelska.
W 1952 roku podlegała dowódcy 151 batalionu WOP i stacjonowała w Ustce.
Od 15 marca 1954 wprowadzono nową numerację strażnic. Strażnica WOP Ustka I kategorii otrzymała numer 84 .
W 1955 dowódca WOP rozkazał przejść 15 Brygadzie WOP na etat ćwiczebny. Rozwiązane zostały dowództwa i sztaby batalionów. Z dniem 15.11.1955 kierowanie strażnicą WOP Ustka przejął sztab brygady .
W 1956 roku rozpoczęto numerowanie strażnic na poziomie brygady. Strażnica Ustka I kategorii była 11. w 15 Brygadzie Wojsk Ochrony Pogranicza.
W 1958 odtworzono dowództwo 152 batalionu WOP i podporządkowano mu strażnicę WOP Ustka .
Rozkazem organizacyjnym dowódcy WOP nr 0148 z 2.09.1963 przeformowano strażnicę lądowa kategorii III Ustka na 7 strażnicę WOP nadmorską kategorii II.
Po rozwiązaniu w 1991 roku Wojsk Ochrony Pogranicza, strażnica Ustka weszła w podporządkowanie Bałtyckiego Oddziału Straży Granicznej.
Z dniem 2 stycznia 2003 roku strażnica SG w Ustce i GPK Ustka zostały połączone w jeden organizm pod nazwą Graniczna Placówka Kontrolna w Ustce.

## Służba graniczna
Dopiero w kwietniu 1946 roku strażnica WOP Wicko Morskie zaczęła przyjmować pod ochronę wybrzeże morskie. Jeszcze w czerwcu 1946 roku, wobec sprzeciwu dowódców radzieckich, strażnica mogła wysyłać patrole jedynie wspólnie z żołnierzami radzieckimi.
Strażnice sąsiednie:
86 strażnica WOP Rutzenhagen ⇔ 88 strażnica WOP Bohon Walde – 1946

## Dowódcy strażnicy
- ppor. Marian Olejniczak (był 10.1946)[b].
- kpt. Tadeusz Gancarz (1958 r. - 1971 r.)
- kpt. SG Józef Rożek (1991-?)[16]
- kpt. SG Robert Krzos (był w 2002)[17]